# Pitthea caesarea
Pitthea caesarea là một loài bướm đêm trong họ Geometridae.